# 川﨑晃一
川﨑 晃一（かわさき てるかず、1936年 - 2014年）は日本の医学者。九州大学名誉教授。

## 経歴
福岡県出身。1955年福岡県立修猷館高等学校卒業。1961年九州大学医学部卒業。九州大学医学部附属病院にて実地修練ののち、九州大学医学部第2内科（勝木司馬之助教授）に入局し、大学院に入学。1969年9月助手となる。
1973年1月から1975年1月にかけて米国に留学し、アメリカ国立衛生研究所（NIH）訪問研究員として研究。1977年6月九州大学医学部講師を経て、1981年12月九州大学健康科学センター教授に就任。1978年には、食塩感受性という遺伝的要因が高血圧を発症させる事実を発見し報告している。1997年4月から1998年3月にかけて留学生センター長、1998年11月から1999年3月にかけて健康科学センター長を務めた。
2000年3月停年退官。退官後、九州産業大学教授に就任。
1990年にALSを発症し、2013年に闘病記を刊行した。